# Vilius Šapoka

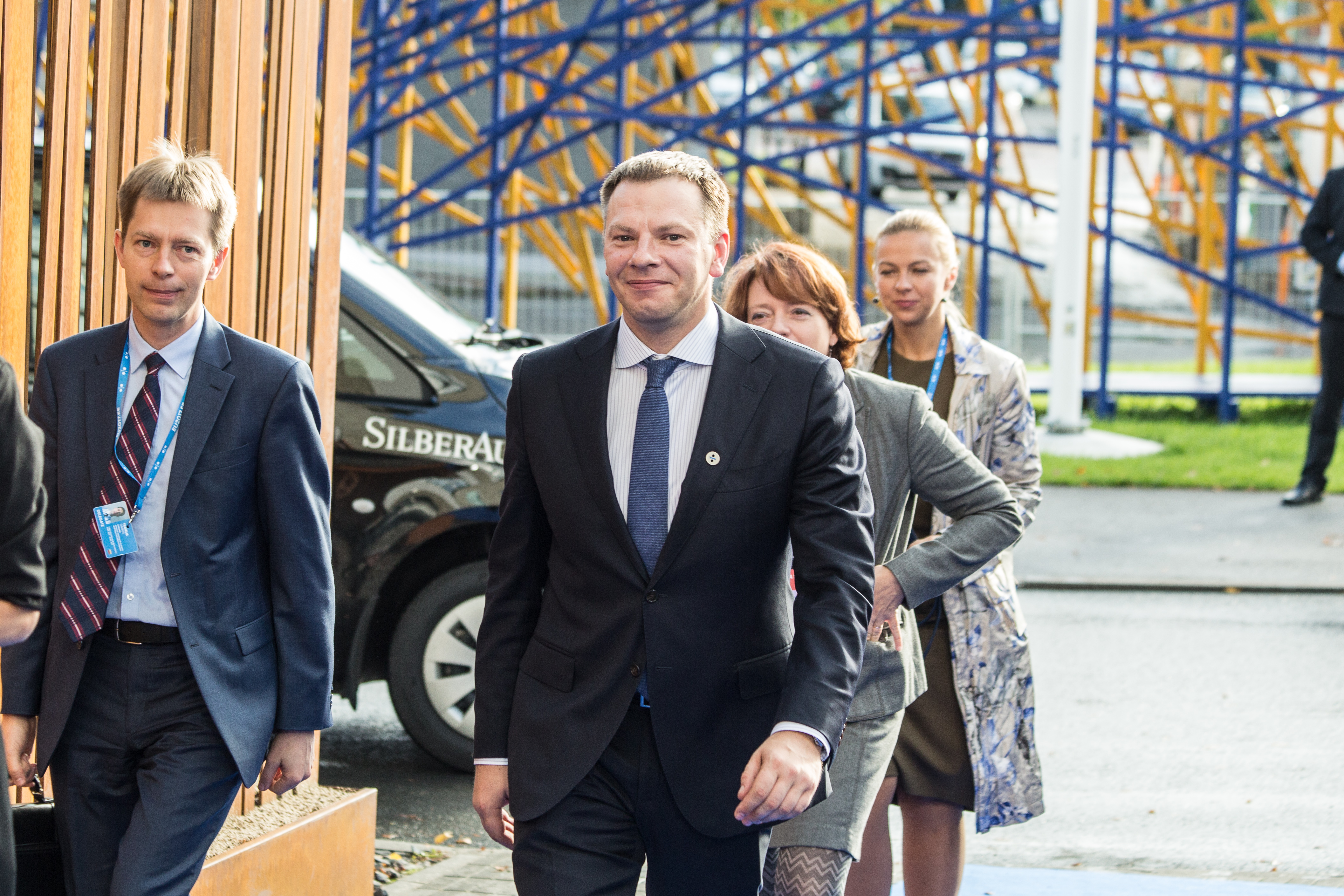
Vilius Šapoka (2017)

Vilius Šapoka (*  14. Dezember 1978 in Barnaul, Sibirien) ist ein litauischer Finanzmanager und Politiker. Von 2016 bis 2020 war er Finanzminister und davor Leiter der nationalen Wertpapierbehörde VPK.

## Leben
Ab 1985 lebte seine Familie in Litauen. Nach dem Abitur 1997 an der Mittelschule Lieporiai in Šiauliai absolvierte Vilius Šapoka 2001 das Bachelorstudium und 2003 das Masterstudium der Wirtschaft an der Wirtschaftsfakultät der Vilniaus universitetas in Vilnius.
Von 1999 bis 2001 war er Inspektor der Kassenoperationen, danach Leiter der Unterabteilung der Kundenbedienung sowie Finanzanalytiker im Finanzplanungsdepartament bei der Bank AB „Lietuvos taupomasis bankas“. Von 2002 bis 2006 arbeitete er als Oberspezialist und danach als stellvertretender Leiter der Unterabteilung von Finanzeinrichtungen an der Finanzmarktabteilung am Finanzministerium Litauens.
Von 2006 bis 2007 war Šapoka Mitglied bei Vertybinių popierių komisija (VPK), von 2007 bis 2009 stellvertretender Vorsitzender und von 2009 bis 2012 Vorsitzender. Von 2012 bis 2016 leitete er die Abteilung für Aufsicht der Finanzdienstleistungen und -märkte bei Lietuvos bankas. Vom 13. Dezember 2016 bis Dezember 2020 war er Finanzminister im Kabinett Skvernelis. Von Dezember 2019 bis zum 30. Juni 2020 war er kommissarischer Minister für Wirtschaft und Innovationen (sein Vorgänger Virginijus Sinkevičius wurde EU-Kommissar).
Šapoka spricht englisch und russisch.

## Familie
Seine Mutter ist Russin.
Šapoka ist verheiratet und hat zwei Söhne.